# センティピード (バンド)
センティピード（Centipede）は、イングランドのフリー・ジャズ・ピアニストであるキース・ティペットが組織し率いた、50人以上のメンバーが参加した英国のジャズ/プログレッシブ・ロックのビッグ・バンドである。1970年に結成され、ソフト・マシーン、キング・クリムゾン、ニュークリアスやブロッサム・トゥズを含む、数多くのバンドから若きイギリスのジャズやロックに携わるミュージシャンを集めた。
センティピードはイングランドでいくつかのコンサートを行い、フランスをツアーし、1971年末の解散を前に、2枚組アルバムの『セプトーバー・エナジー』（ロバート・フリップがプロデュース）を録音した。フランスのジャズ・フェスティバルで演奏するため1975年の短期間、再結成を行った。

## 略歴
センティピードは、1970年にキース・ティペットによって結成され、彼が取り組んでいた楽曲「セプトーバー・エナジー」を拡張した作品を演奏した。メンバーは、当時の彼自身のバンドであるキース・ティペット・グループをはじめ、ソフト・マシーン（ロバート・ワイアット、エルトン・ディーン、ニック・エヴァンス、マーク・チャリグ）、ニュークリアス（カール・ジェンキンス、イアン・カー、ブライアン・スミス、ジェフ・クライン、ロイ・バビントン、ブライアン・スプリング、ジョン・スタンリー・マーシャル）、キング・クリムゾン（ロバート・フリップ、ピート・シンフィールド、イアン・マクドナルド、ボズ・バレル）を含むイギリスのプログレッシブ・ロック、ジャズ・ロック、アヴァンギャルド・ジャズのグループや、ロンドン音楽学校の学生から選ばれた。「セプトーバー・エナジー」は4つの楽章と、バンドが即興で作った「概念」で構成されていた。1970年11月15日に、ロンドンのライシアム・シアターでバンドは最初のライブ演奏を行った。
センティピードは1970年11月にフランスをツアーし、ボルドーのアルハンブラ・シアターにて2回の「記憶に残るパフォーマンス」を行った。また、オランダのロッテルダム・アーツ・カウンシルや、ブリストル大学学生同盟とランチェスター・アーツ・フェスティバルにも参加した。センティピードのコンサートは「賛否両論なレビュー」を呼び、一部の批評家はティペットの音楽を「長く引き延ばされたもの」と言い、一部はティペットと彼のバンドがすでにやってきたことの「大胆な延長」としてそれを賞賛した。
1971年4月、アメリカRCAのイギリスでのサブレーベルであるネオン・レコード（Neon Records）は、ティペット及びセンティピードと契約を交わし、その年の6月、センティピードは2枚組アルバム『セプトーバー・エナジー』としてティペット作品をレコーディングした。ロバート・フリップがアルバムをプロデュースし、1971年10月にイギリスでのみリリースされた。ティペットは、キング・クリムゾンの3枚のアルバム（『ポセイドンのめざめ』『リザード』『アイランズ』）で大きくフィーチャーされ、フリップはティペットをバンドへ勧誘することさえした（ティペットは辞退している）。他のクリムゾンのメンバーの何人かがアルバム『セプトーバー・エナジー』でフィーチャーされたが、センティピードとライブでは演奏したもののアルバムではフリップは演奏しなかった 。
経済的な理由から規模が縮小されたセンティピードは、アルバムを宣伝するためにロンドンで2回公演を行った。1回は1971年10月にロイヤル・アルバート・ホールで、もう1回は1971年12月にレインボー・シアターで行われた。しかし、アルバムは一般的に批評家から好評を博してはいなかった。これ以上、一緒でのライブが予定されていなかったため、センティピードは1971年の終わりに解散した 。
1974年にRCAはアメリカで『セプトーバー・エナジー』を発表し、プロデューサーとしてのフリップの名前を利用したいと考えていたが、パフォーマンスでアルバムを宣伝しようとしても、すでにセンティピードが存在していなかったために失敗した。しかし、バンドは、1975年10月にキング・クリムゾンのデヴィッド・クロスと共に、いくつかのフランスのジャズ・フェスティバルに出演するため簡易的に再結成した。
ティペットは、2003年1月のインタビューで、1970年のセンティピード・プロジェクトは「まったく潔癖なもの」で、「誰もお金のためにそれをやっていなかった」と述べた。ライシアムでのデビュー・パフォーマンスは、ジャズ中央協会のベネフィット・コンサートだった。ティペットは、当時このプロジェクトにはかなりの関心が集められていて、最初の演奏は50人のミュージシャンで構成されていたが、「100人でできたかもしれない」と語った。
ティペットは後に、ジ・アーク (The Ark)を率いた。これは、1978年にオガン・レコード (Ogun Records)からのアルバム『Frames (Music For An Imaginary Film)』を録音した、別のビッグ・バンド・ジャズ・プロジェクトである。

## メンバー
以下のメンバーは、センティピードのアルバム『セプトーバー・エナジー』に参加したスタッフである。
ヴァイオリン
- ウェンディ・トリーチャー (Wendy Treacher)
- ジーン・トラスラー (Jihn Trussler)
- ロディ・スケッピング (Roddy Skeping)
- ウィルフ・ギブソン (Wilf Gibson) - リード
- キャロル・スレイター (Carol Slater)
- ルイーズ・ジョップリン (Louise Jopling)
- ガース・モートン (Garth Morton)
- チャンナ・サロノンソン (Channa Salononson)
- スティーヴ・ロウランドソン (Steve Rowlandson)
- マイカ・ゴンベルティ (Mica Gomberti)
- コリン・キッチング (Colin Kitching)
- フィリップ・ソーデック (Philip Saudek)
- イーサー・バーギ (Esther Burgi)

チェロ
- マイケル・ハーウィッツ (Michael Hurwitz)
- ティモシー・クレイマー (Timothy Kramer)
- スーキ・トゥ (Suki Towb)
- ジョン・リース・ジョーンズ (John Rees-Jones)
- キャサリン・サルボーン (Katherine Thulborn)
- キャサリン・フィニス (Catherine Finnis)

トランペット
- ピーター・パークス (Peter Parkes)
- ミック・コリンズ (Mick Collins)
- イアン・カー (Ian Carr) - フリューゲルホルンも演奏
- モンゲジ・フェザ (Mongezi Feza) - ポケット・コルネット
- マーク・チャリグ (Mark Charig) - コルネット

アルト・サックス
- エルトン・ディーン (Elton Dean) - サクセロも演奏
- ジャン・スティール (Jan Steele) - フルートも演奏
- イアン・マクドナルド (Ian McDonald)
- ドゥドゥ・プクワナ (Dudu Pukwana)

テナー・サックス
- ラリー・スタビンス (Larry Stabbins)
- ゲイリー・ウィンド (Gary Windo)
- ブライアン・スミス (Brian Smith)
- アラン・スキドモア (Alan Skidmore)

バリトン・サックス
- デイヴ・ホワイト (Dave White) - クラリネットも演奏
- カール・ジェンキンス (Karl Jenkins) - オーボエも演奏
- ジョン・ウィリアムス (John Williams) - バス・サックス、ソプラノ・サックスも演奏

トロンボーン
- ニック・エヴァンス (Nick Evans)
- デイヴ・エイミス (Dave Amis)
- デイヴ・パロテット (Dave Perrottet)
- ポール・ラザフォード (Paul Rutherford)

ドラム
- ジョン・マーシャル (John Marshall) - 全パーカッションも担当
- トニー・フェネル (Tony Fennell)
- ロバート・ワイアット (Robert Wyatt)

ボーカル
- マギー・ニコルズ (Maggie Nichols)
- ジュリー・ティペッツ (Julie Tippetts)
- マイク・パトゥ (Mike Patto)
- ズート・マネー (Zoot Money)
- ボズ・バレル (Boz Burrell)

ベース
- ロイ・バビントン (Roy Babbington) - ダブル・ベースも演奏
- ギル・リオンズ (Gill Lyons)
- ハリー・ミラー (Harry Miller)
- ジェフ・クライン (Jeff Clyne)
- デイヴ・マーキー (Dave Markee)
- ブライアン・ベルショー (Brian Belshaw)

ギター
- ブライアン・ゴディング (Brian Godding)

ピアノ
- キース・ティペット (Keith Tippett) - 音楽監督

## ディスコグラフィ

### アルバム
- 『セプトーバー・エナジー』 - Septober Energy (1971年、Neon Records)